# Африканский вымпеловый козодой
Африканский вымпеловый козодой (лат. Caprimulgus longipennis) — птица из семейства настоящих козодоев.

## Описание
Вымпеловый козодой немного меньше обыкновенного козодоя, общая длина тела птицы вместе с хвостом 20—23 см, хвоста до 11 см, длина крыла до 17,5 см, масса от 37 до 65 г. Окраска самцов и самок сходная, однако самцы немного темнее, с более белыми мелкими пятнами и более ярким рыжим ошейником. В окраске самок более выражены палевый и песочный цвета. В брачный период у самцов вымпеловых козодоев на крыльях, по одному на каждом крыле, вырастают длинные украшающие вторые внутренние первостепенные маховые перья, которые могут достигать 60 см в длину, более чем вдвое превышая длину птицы. Стержни этих перьев почти по всей длине голые, лишь на их вершинах имеются широкие тёмные опахала, напоминающие флажки или вымпелы. Во время полёта эти удлинённые перья направлены немного вверх от плоскости крыльев. Раньше считали, что они предназначены для отвлечения хищных птиц во время погони и создания сложных аэродинамических эффектов, но в настоящее время установлено, что они являются всего лишь украшением, появившимся под влиянием полового отбора и не имеющим функционального значения. Клюв чёрный, ноги тёмно-коричневые.
Во время брачных полётов вымпеловые козодои издают своеобразное стрекотание.

## Ареал и места обитания
Обитает в Западной, Центральной и Центрально-Восточной Африке к северу от экватора, от Гамбии и Либерии на западе ареала до юго-запада Судана, Камеруна, севера Заира, Уганды и северо-запада Кении на востоке и юге. Населяет редколесные саванны и кустарниковые заросли, антропогенные ландшафты, во многих районах довольно обычен. В горных районах встречается до высоты 1400 м. На время влажного сезона откочёвывает к северу от гнездового ареала, в зону Сахеля. В местах зимовки козодои встречаются группами до 40 птиц.

## Образ жизни и размножение
Активен в сумерках и ночью, дневное время проводит сидя на земле или, если земля влажная, на низких термитниках и ветках. Питается насекомыми, которых ловит на лету в непрерывном полёте, напоминающем полёт ястреба.
Размножаются летом, во время сухого сезона, однако период размножения не совпадает в разных частях ареала. В брачный период самцы собираются в местах совместных брачных демонстраций, которые посещаются самками. В отличие от большинства настоящих козодоев, вымпеловый козодой, вероятно, является полигинным видом. Гнездятся разрозненно или небольшими группами на расстоянии около 20 м друг от друга. Кладка состоит обычно из двух яиц, иногда одного, которые самка откладывает прямо на земле возле кочки травы или небольшого куста, гнёзд не строят. Яйца размером 26×19 мм, блестящие, от розово-кремового до палево-серого или красновато-каштанового цвета с бурыми и серыми пятнами. Самка насиживает кладку и выкармливает птенцов в одиночку. Насиживание начинает сразу после откладывания первого яйца. Птенцы покрыты пухом бежевого цвета с мелкими тёмными пятнышками на верхней стороне тела.
|  |  |  |

|  |  |  |